# Lizak sześciofałdek
Lizak sześciofałdek (Gyrophaena nana) – gatunek chrząszcza z rodziny kusakowatych i podrodziny rydzenic. Zamieszkuje Europę, Azję Północną i Amerykę Północną.

## Taksonomia
Gatunek ten opisany został po raz pierwszy w 1800 roku przez Gustafa von Paykulla pod nazwą Staphylinus nanus.

## Morfologia
Chrząszcz o wydłużonym ciele długości od 1,8 do 2,3 mm. Głowa jest czarna, 1,7 raza szersza niż dłuższa, zaopatrzona w wyłupiaste oczy. Barwa czułków jest rudożółta do brązowej. Ich człony od szóstego do dziesiątego są wyraźnie szersze niż dłuższe. Przedplecze jest czarne lub brązowe z rozjaśnionymi krawędziami, mniej lub bardziej wysklepione, po bokach równomiernie zaokrąglone. Szeregi punktów na przedpleczu są pośrodku szeroko przerwane; przy środku dysku szeregi liczą nie więcej niż sześć punktów. Za przednią krawędzią przedplecza zwykle obecny jest jeden punkt gruby i dwa drobne. Powierzchnia przedplecza jest mocno lśniąca, praktycznie pozbawiona szagrynowania. Pokrywy są rude do ciemnobrązowych z czarniawymi  tylnymi kątami zewnętrznymi, punktowane słabiej niż u G. rugipennis, mierzone u szwu co najwyżej nieznacznie dłuższe od przedplecza. Kolor odnóży jest rudożółty do brązowego. Odwłok jest rudożółty do brązowego z ciemnobrązową do czarnej przepaską poprzeczną. U samca tylny brzeg tergitu szóstego ma dwa małe ząbki lub ciernie pośrodku i dwa dłuższe, zakrzywione zęby po bokach.

## Ekologia i występowanie
Owad rozmieszczony od nizin po tereny górskie. Jest mykofagiem. Bytuje w owocnikach różnych grzybów naziemnych i nadrzewnych, chętnie w żagwiach.
Gatunek holarktyczny. W Europie znany jest z Irlandii, Wielkiej Brytanii, Francji, Belgii, Holandii, Luksemburga, Niemiec, Szwajcarii, Austrii, Włoch, Danii, Szwecji, Norwegii, Finlandii, Estonii, Łotwy, Litwy, Polski, Czech, Słowacji, Węgier, Ukrainy, Rumunii, Chorwacji, Bośni i Hercegowiny i europejskiej części Rosji, w Azji z syberyjskiej i dalekowschodniej części Rosji, a poza tym z nearktycznej Ameryki Północnej.